# Abdellah Ouazane
Abdellah Ouazane, né le 15 janvier 2009 à Amsterdam, est un footballeur néerlando-marocain jouant au poste de milieu central à l'Ajax Amsterdam.

## Biographie

### Naissance et origines
Natif d'Amsterdam, Abdellah Ouazane grandit à Zaandam au sein d'une famille marocaine passionnée de football[réf. nécessaire]. Son grand frère, Zakaria Ouazane, est également footballeur,.

### Carrière en club
Abdellah Ouazane est inscrit par son père dans le club amateur de l'AVV Zeeburgia, avant qu'il ne soit repéré par les scouts de l'Ajax Amsterdam, rejoignant plus tard son académie en 2016.
Lors de la saison 2024-2025, il fait parler de lui au sein de la presse internationale grâce à ses prestations avec la catégorie des moins de 17 ans. En fin de saison, il est même surclassé en évoluant avec les moins de 19 ans. Il termine la saison en tant que vice-champion du championnat junior U19. 
En juillet 2025, son transfert échoue après une visite médicale au Real Madrid, malgré l'accord des deux clubs,,. 

### Carrière en sélection
Possédant la double nationalité néerlandaise et marocaine, Abdellah Ouazane est convoqué avec la catégorie des moins de 15 ans du Maroc et des Pays-Bas. Plus tard, lorsqu'il a seize ans, il révèle choisir définitivement le Maroc.
En début novembre 2024, il est convoqué par le sélectionneur Nabil Baha pour participer au Championnat d'Afrique du Nord des moins de 17 ans à domicile,. Lors de ce championnat, il parvient à décrocher une médaille de bronze. 
En fin mars 2025, il participe à la Coupe d'Afrique des nations des moins de 17 ans, convoqué par Nabil Baha,. Il inscrit deux buts et délivre une passe décisive lors de la phase de groupe. En quarts de finale, il inscrit à nouveau un but contre l'Afrique du sud des moins de 17 ans (victoire, 3-1). Lors de cette compétition, Abdellah Ouazane est vu comme une révélation de cette compétition par la presse internationale,,,,. Durant cette compétition, il valide avec ses coequipiers une qualification à la Coupe du monde des moins de 17 ans. 

## Style de jeu
Maîtrisant aussi bien le pied gauche que le pied droit, il se démarque par une technique remarquable et une polyvalence impressionnante. Que ce soit en sentinelle, en milieu relayeur ou en meneur de jeu, il s’adapte avec aisance à plusieurs rôles au milieu de terrain.

## Palmarès

### En sélection
- Maroc -17 ans
  - Coupe d'Afrique des nations
    -  Vainqueur en 2025

  - Championnat d'Afrique du Nord
    -  Médaille de bronze en 2024

### Distinctions individuelles
- 2024 : Meilleur joueur de l'Algarve Elite Cup[1],[19].

- 2025 : Dans l'équipe type de la phase de groupe de la CAN U17[20].
- 2025 : Meilleur joueur de la CAN U17[21].
- 2025 : Dans l'équipe type de la CAN U17[22].